# Прудищи (Перемышльский район)
Пруди́щи — деревня в Перемышльском районе Калужской области, в составе муниципального образования Сельское поселение «Деревня Горки».

## География
Расположенаа по берегам безымянных прудов на автодороге межмуниципального значения 29Н-374 (Перемышль — Погореловка) в шести километрах на юго-запад от районного центра. Рядом село Рыченки.

## Население
| 1995 | 2002 | 2010 |
| ---- | ---- | ---- |
| 12   | ↘11  | →11  |

## История
В атласе Калужского наместничества, изданного в 1782 году, упоминается и нанесена на карты деревня Прудищи Перемышльского уезда, 11 дворов и по ревизии душ — 88.

Деревня Прудищи Федосея Васильева сына Казаринова. По обе стороны оврага Свинешнаго.., крестьяне на пашне.— Описания и алфавиты к Калужскому атласу
В 1858 году деревня (вл.) Прудищи 1-го стана Перемышльского уезда, при колодцах и пруде, 7 дворов — 47 жителей, по правой стороне почтового Киевского тракта.
К 1914 году Прудище — деревня Рыченской волости Перемышльского уезда Калужской губернии. В 1913 году население 83 человека.
В годы Великой Отечественной войны деревня была оккупирована войсками Нацистской Германии с 8 октября по 26 декабря 1941 года. Освобождена в ходе Калужской наступательной операции частями 50-й армии генерал-лейтенанта И. В. Болдина.